# Mikk Reintam
Mikk Reintam, né le 22 mai 1990 à Tallinn en Estonie, est un footballeur international estonien, qui évolue au poste de défenseur central. 

## Biographie

### Carrière de joueur
Mikk Reintam dispute 6 matchs en Ligue Europa.

### Carrière internationale
Mikk Reintam compte 11 sélections avec l'équipe d'Estonie depuis 2011. 
Il est convoqué pour la première fois par le sélectionneur national Tarmo Rüütli pour un match amical contre le Chili le 19 juin 2011 (défaite 4-0).

## Palmarès
- Avec le Flora Tallinn
  - Vainqueur de la Coupe d'Estonie en 2009
  - Vainqueur de la Supercoupe d'Estonie en 2009